# 8445 Novotroitskoe
8445 Novotroitskoe eller 1973 QG2 är en asteroid i huvudbältet som upptäcktes den 31 augusti 1973 av den ryska astronomen Tamara Smirnova vid Krims astrofysiska observatorium på Krim. Den fick sitt namn efter ett vänskapsavtal skrivet 50 år tidigare mellan de ukrainska orterna Novotrojitske och Henitjesk.
Asteroiden har en diameter på ungefär 12 kilometer.